# Вашкевич, Василий Васильевич
Василий Васильевич Вашкевич (1 мая 1892, Минск — 17 октября 1972, Смоленск) — российский революционер и партийный деятель.

## Биография
Василий Васильевич Вашкевич родился 1 мая 1892 года в Минске. Участник революционного движения в Минской губернии Российской империи. В 1906-1913 годах работал по найму. В 1913-1914 годах - служил в армии. В годы Первой мировой войны занимался агитацией среди солдат действующей армии. После свержения Николая II Вашкевич занял пост коменданта обороны железнодорожной станции Орша.
С февраля 1918 года Вашкевич проживал в Смоленске, работал в финансовых органах хозяйственных учреждений губернии. В 1919—1921 годах был председателем Смоленского городского Совета. Позднее продолжал работу на партийных должностях. В 1921-1924 годах на партийной работе в Рославле. В 1924 году - секретарь райкома РКП(б) в Керчи, заведующий орготделом Крымского обкома РКП(б). С 15 ноября 1924 по 30 июля 1925 год - ответственный секретарь Севастопольского райкома РКП(б). С июля 1925 года - управляющий Севастопольским отделением Госбанка, затем - на партийных должностях в Брянске, Казани, Магнитогорске, Калинине.
После окончания Великой Отечественной войны возглавлял Молодечненскую областную коллегию адвокатов, затем заведовал отделом Молодечненского горкома КПБ. С 1957 года — на пенсии, проживал в Смоленске. Умер 17 октября 1972 года, похоронен на Братском кладбище Смоленска.
Был награждён орденом Ленина (28.10.1967).